# سیارک ۲۸۴۶
سیارک ۲۸۴۶ (به انگلیسی: 2846 Ylppo، نامگذاری:1942CJ) دو هزار و هشتصد و چهل و ششمین سیارک کشف شده‌است که در ۱۲ فوریه ۱۹۴۲ کشف شد.
قدر مطلق سیارک برابر ۱۰٫۷۰ است.